# Nuria Chinchilla
Maria Nuria Chinchilla Albiol (ur. 1960 w Barcelonie) – hiszpańska profesor IESE Business School.

## Życiorys
Jest absolwentką prawa Uniwersytetu w Barcelońskiego (1981), studiów MBA IESE (1984) oraz programów zarządzania Uniwersytecie Stanforda (1986) i Harvard Business School (1995). W 1993 uzyskała doktorat z dziedziny zarządzania IESE Business School. Od 1984 jest profesorem katedry Zarządzania Ludźmi w Organizacji (Managing People in Organizations) oraz  dyrektorem ICWF - International Center for Work and Family IESE (od 1999).
Jest członkiem wielu stowarzyszeń zawodowych i akademickich, m.in. EPWN (European Professional Women Network), IWF (Internacional Women’s Forum).
Prof. Chinchilla włada 7 językami. Jest mężatką i ma jedną córkę. Należy do grona "Top Ten Management" - czołowych menedżerów hiszpańskich. 

## Publikacje
Nuria Chinchilla jest autorką i współautorką kilku książek i wielu artykułów naukowych. Opublikowała m.in.:
- Barómetro de conciliación, (IESE, Barcelona, 2010)[5].
- Owners of our Destiny: How to Balance Professional, Family and Personal Life, (Ariel 2007),
- Being a Family-Responsible Company: Luxury or Need?, (Pearson Prentice Hall 2006),
- Female Ambition: How to Reconcile Work and Family, (Palgrave 2005),
- Decision Criteria in the Selection Processes in Spain. Are Women Discriminated? (Fundación ADECCO 2003),
- Two Professions and One Family, (Generalitat de Catalunya, Departament de Benestar i Familia 2003),
- Leadership Paradigms (2002),
- Undertaking in Feminine (1999),
- The Woman and her Success (1995).

## Nagrody i wyróżnienia
- 2001 - "Menedżer Roku" nagroda przyznawana przez Hiszpańską Federację Zarządzających Kobiet (FEDEPE)[6].

## Linkowania zewnętrzne
- Prof. Nuria Chinchilla - IESE Faculty, iese.edu
- Nuria Chinchilla - blog, blog.iese.edu